# Aulus Gellius
Aulus Gellius byl římský soudce a spisovatel, autor díla Noctes Atticae (Atické noci), který žil ve 2. století v Římě.
O Gelliově životě víme jen to, co lze vyčíst z rozptýlených poznámek v jeho díle. Byl vychován v Římě, kde studoval gramatiku a rétoriku, někdy mezi léty 165 a 167 pobýval také v Řecku, kde studoval filosofii a začal psát své jediné dílo. Setkal se tam s významnými filosofy všech škol a spřátelil hlavně se sofistou Herodem Attikem. Mezi jeho přátele patřil i satirik Lukianos ze Samosaty a spisovatel Apuleius. V Římě byl Gellius voleným soudcem a zde také patrně zemřel, někdy kolem roku 180.

## Attické noci
Gelliovo jediné rozsáhlé dílo, které začal psát za „dlouhých attických nocí“ a dokončil patrně v Římě, je určeno jako poučná četba pro jeho děti. Zachycuje pestrou směs nijak neuspořádaných příběhů, anekdot a poučných textů, často přesných citátů ze starších latinských i řeckých autorů s vlastními komentáři. Dílo má dvacet knih, které se kromě osmé knihy téměř úplně zachovaly. Tématem jsou hlavně poměry a události ze starší římské doby ještě před vznikem císařství. Gellius cituje přes 270 autorů, nejčastěji Varrona, dále je zde zastoupen Cato starší, Statius, Suetonius, Plinius starší, z řeckých hlavně Aristotelés a Plútarchos, kteří jsou někdy citováni řecky.
Kniha byla a je nenahraditelným zdrojem vědomostí o starší historii, o společnosti, právu a obyčejích starověkých společností. Poměrně věrně obráží i atmosféru římských salonů vzdělaných lidí 2. století, kteří uměli řecky a rádi se tím pochlubili. Četli ji a využívali autoři jako Macrobius, Jan ze Salisbury, Erasmus Rotterdamský, Michel de Montaigne, Jan Ámos Komenský a všichni badatelé o antické společnosti, kteří zde dnes nacházejí zejména cenné údaje o starověké každodennosti.